# Gleichen
Gleichen è un comune di 9.411 abitanti della Bassa Sassonia, in Germania.
Appartiene al circondario (Landkreis) di Gottinga (targa GÖ).

## Galleria d'immagini

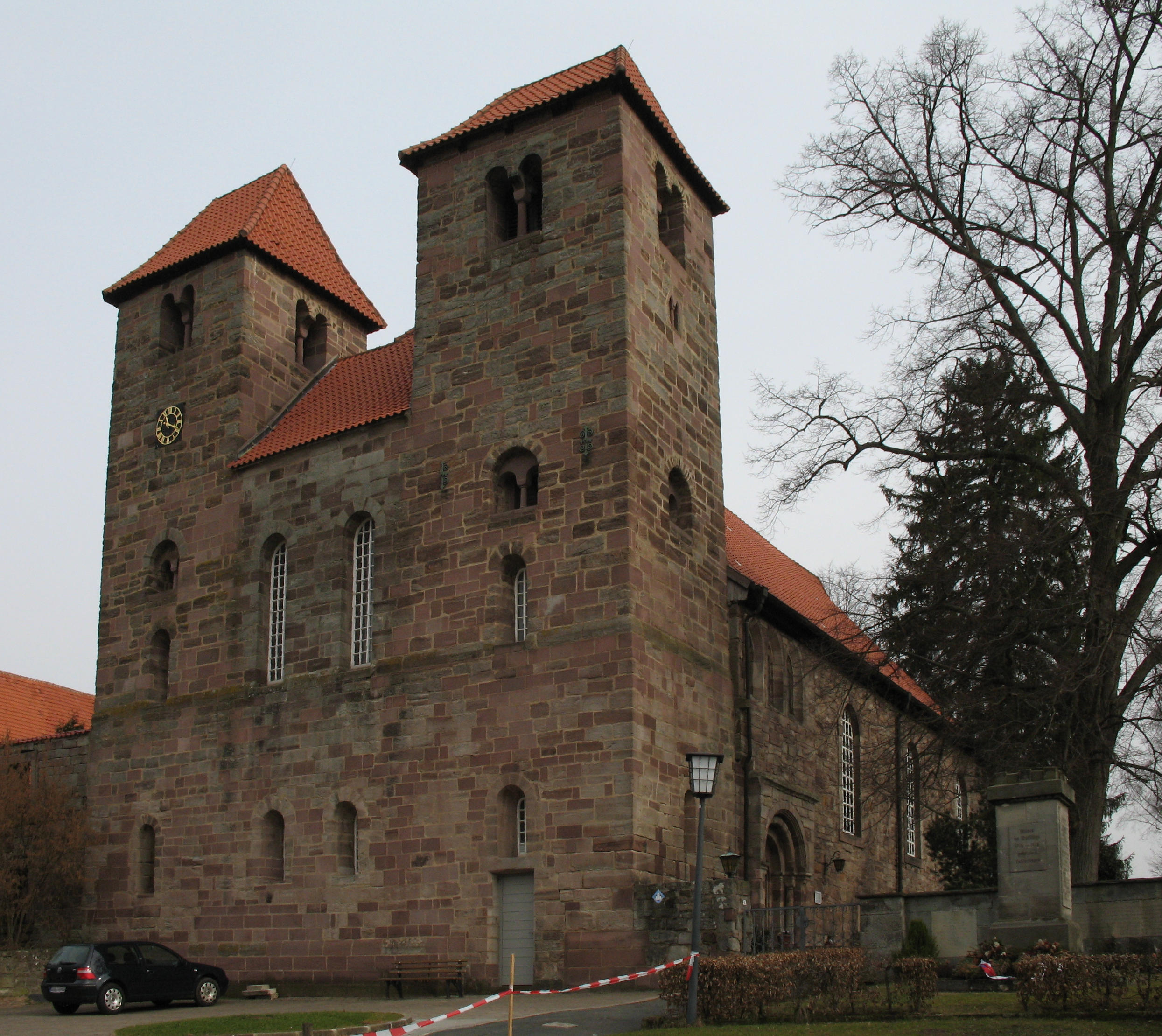
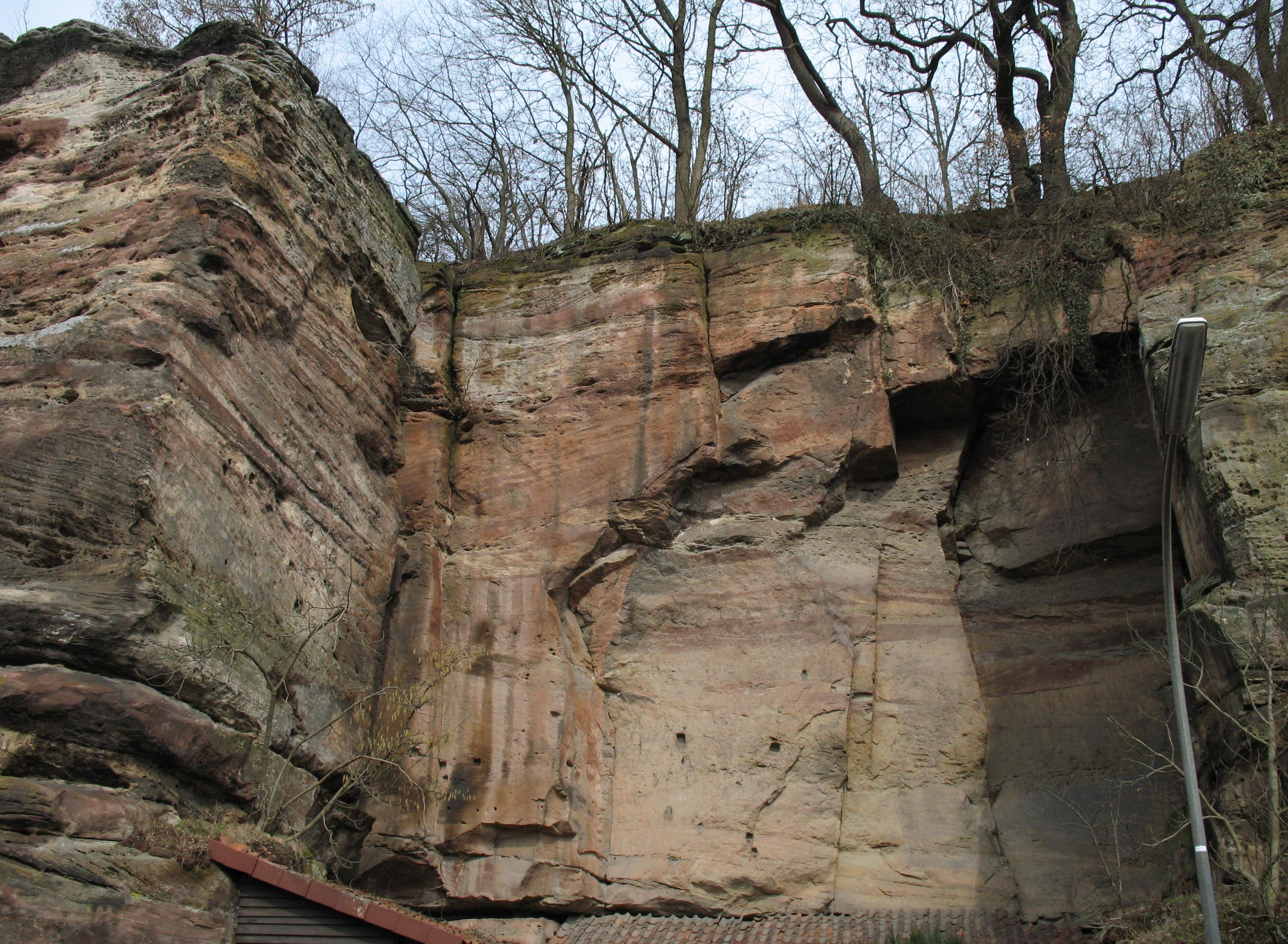
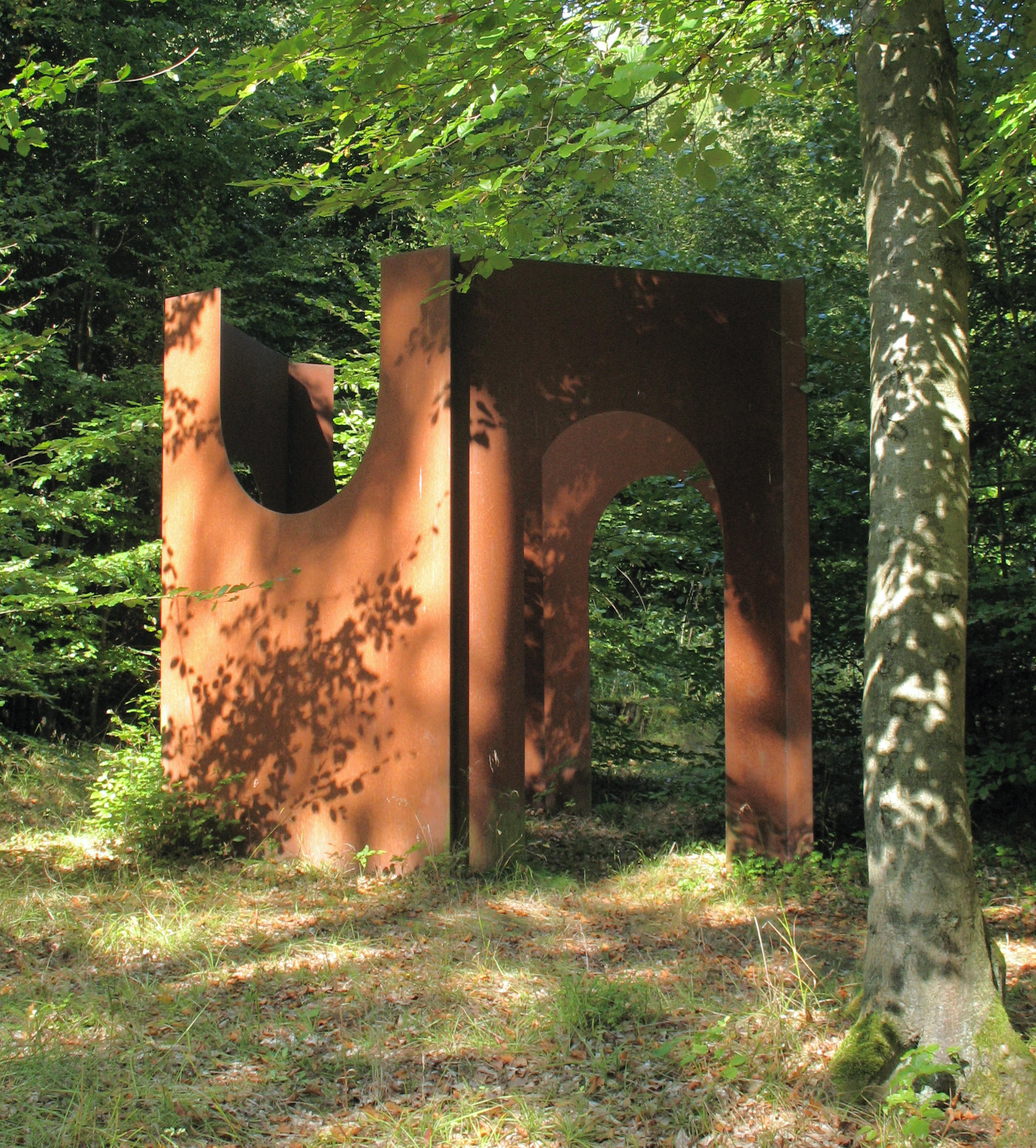
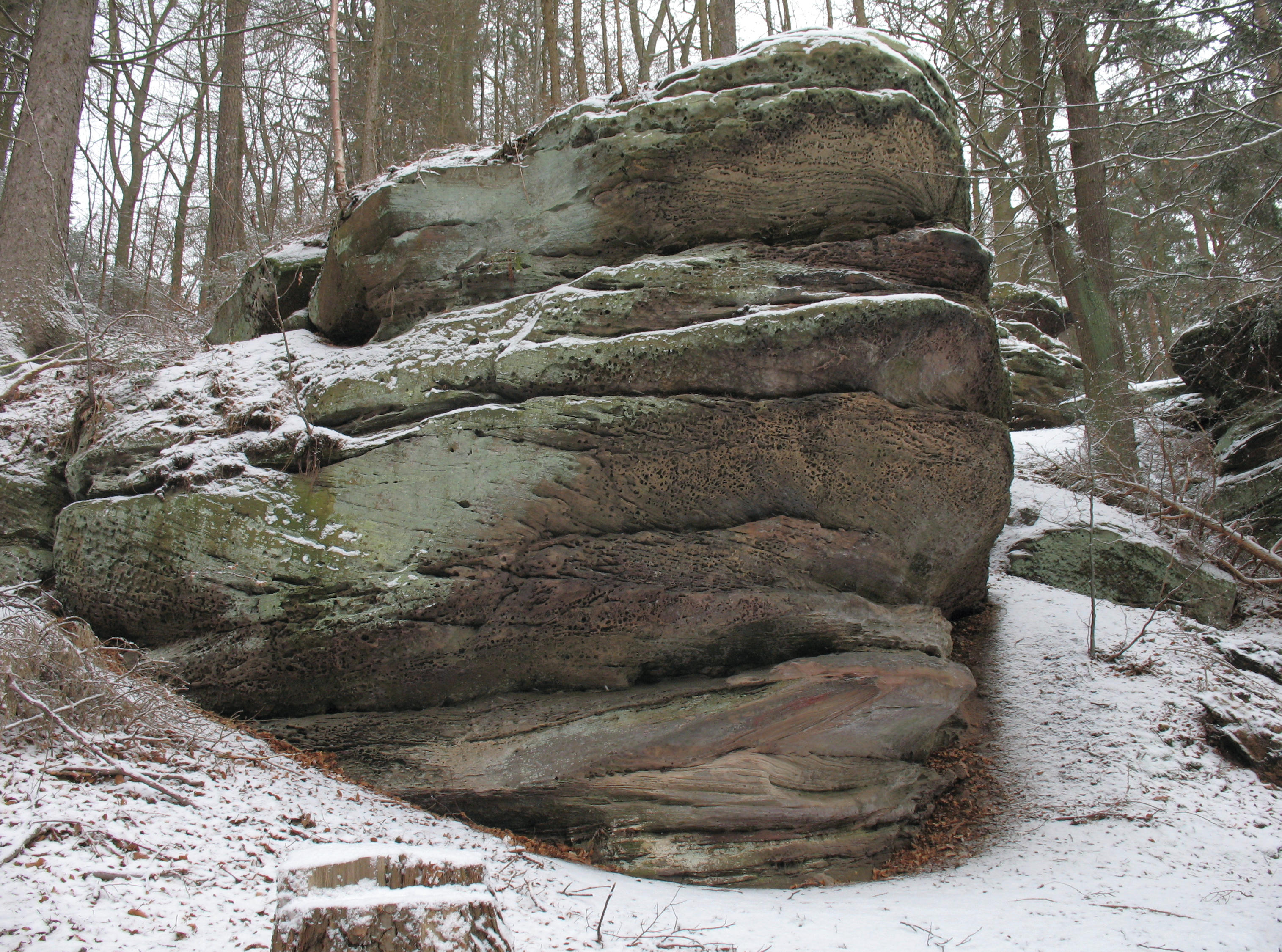
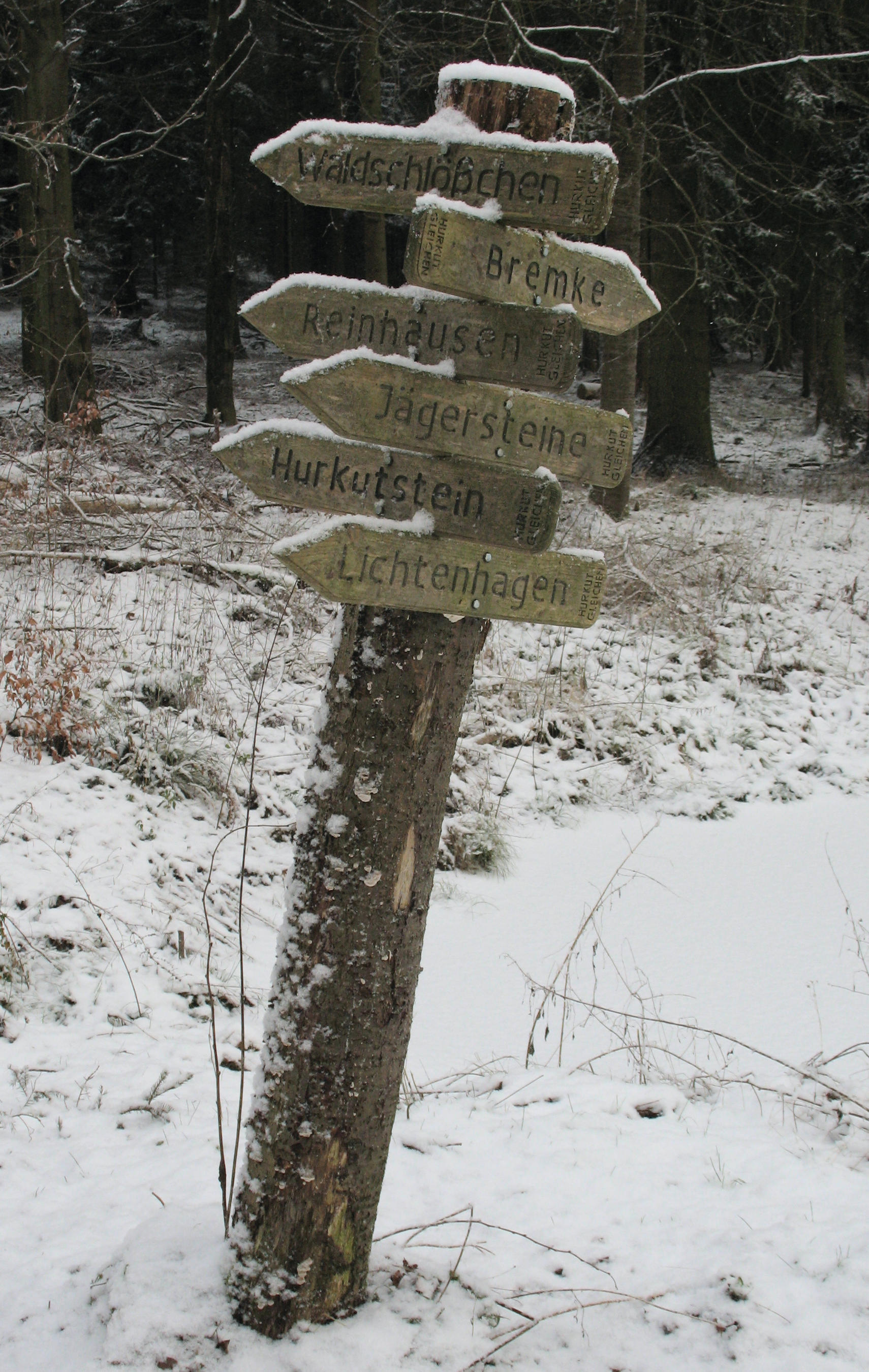
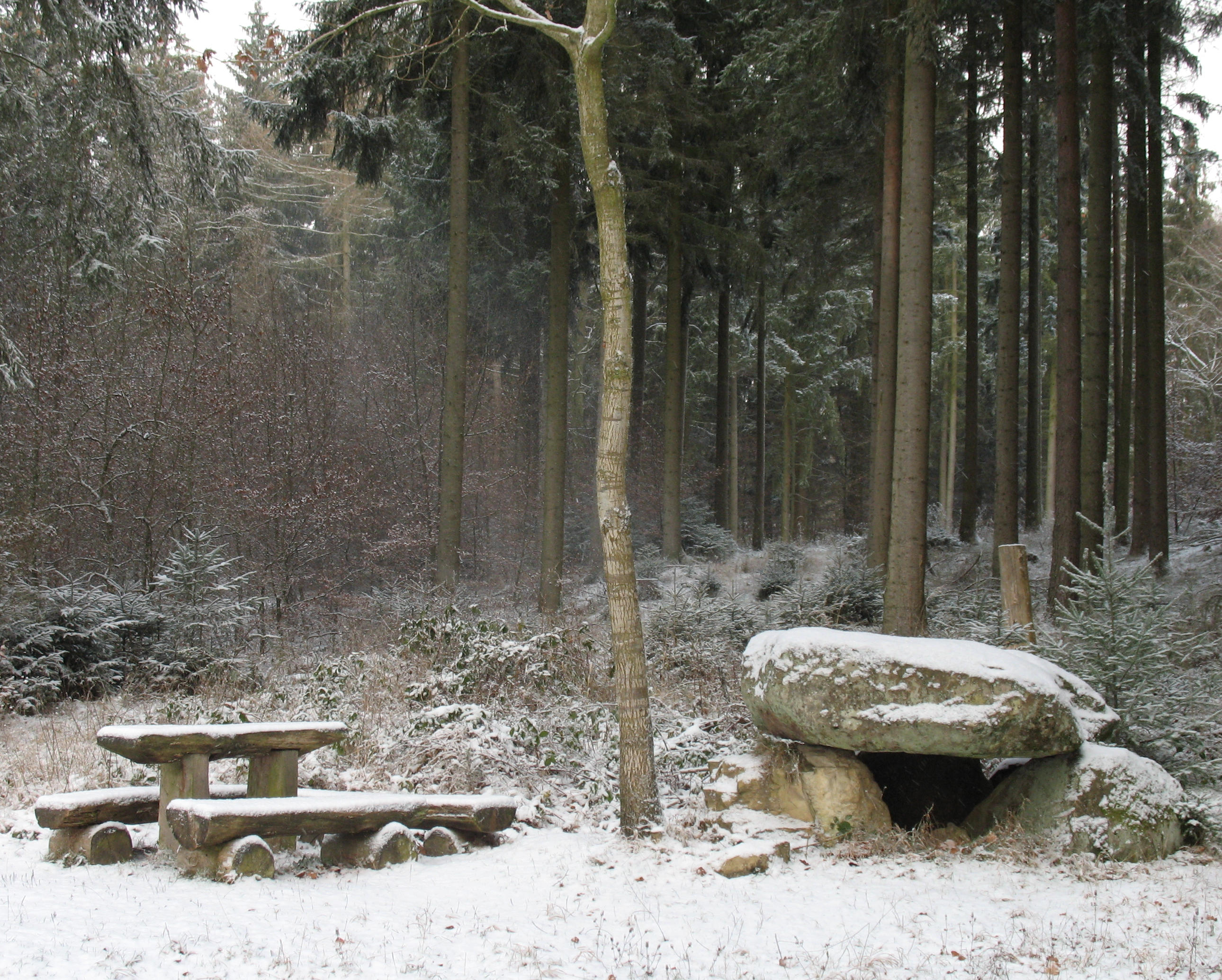